# Jetée d'Eastbourne
Pour les articles homonymes, voir Pier.

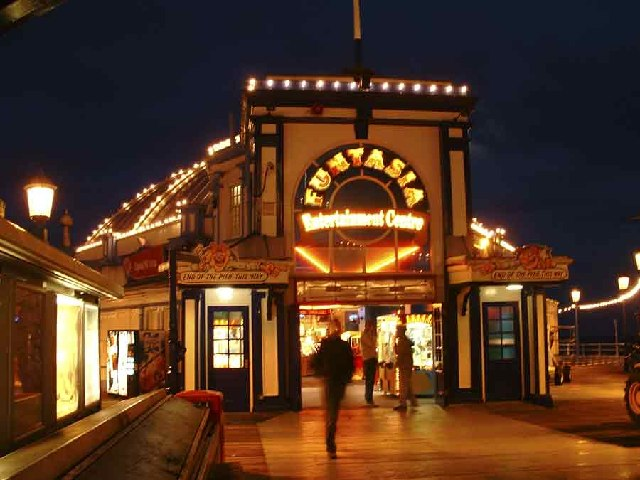
Entrée de la jetée d'Eastbourne de nuit

La jetée d'Eastbourne (en anglais Eastbourne Pier) est un complexe de loisirs situé dans le Sussex de l'Est sur la côte sud de l'Angleterre à Eastbourne.

## Histoire
La jetée  est inaugurée par le duc de Devonshire Edward Cavendish le 13 juin 1870.

En 2011, la jetée sert de décor pour le tournage du film Brighton Rock, dont l'action se déroule en fait sur la jetée de Brighton.

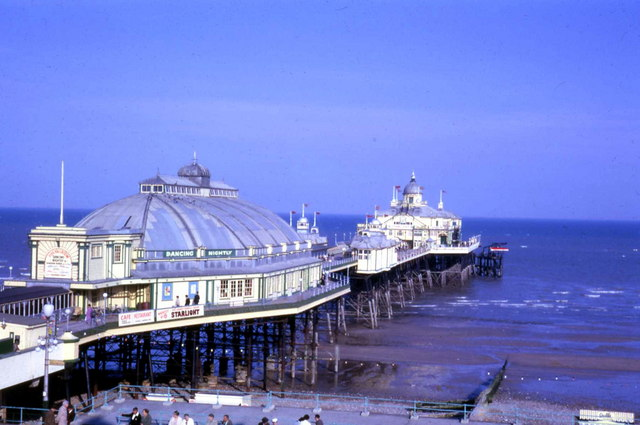
Eastbourne Pier.
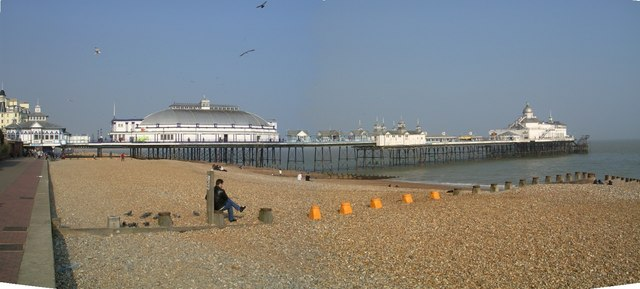
Eastbourne Pier.

Le 30 juillet 2014, un incendie d'origine inconnue se déclare sur la jetée, détruisant le bâtiment principal qui abrite les jeux d'arcade,. Le feu se propage à plusieurs petits bâtiments plus éloignés de la promenade. 

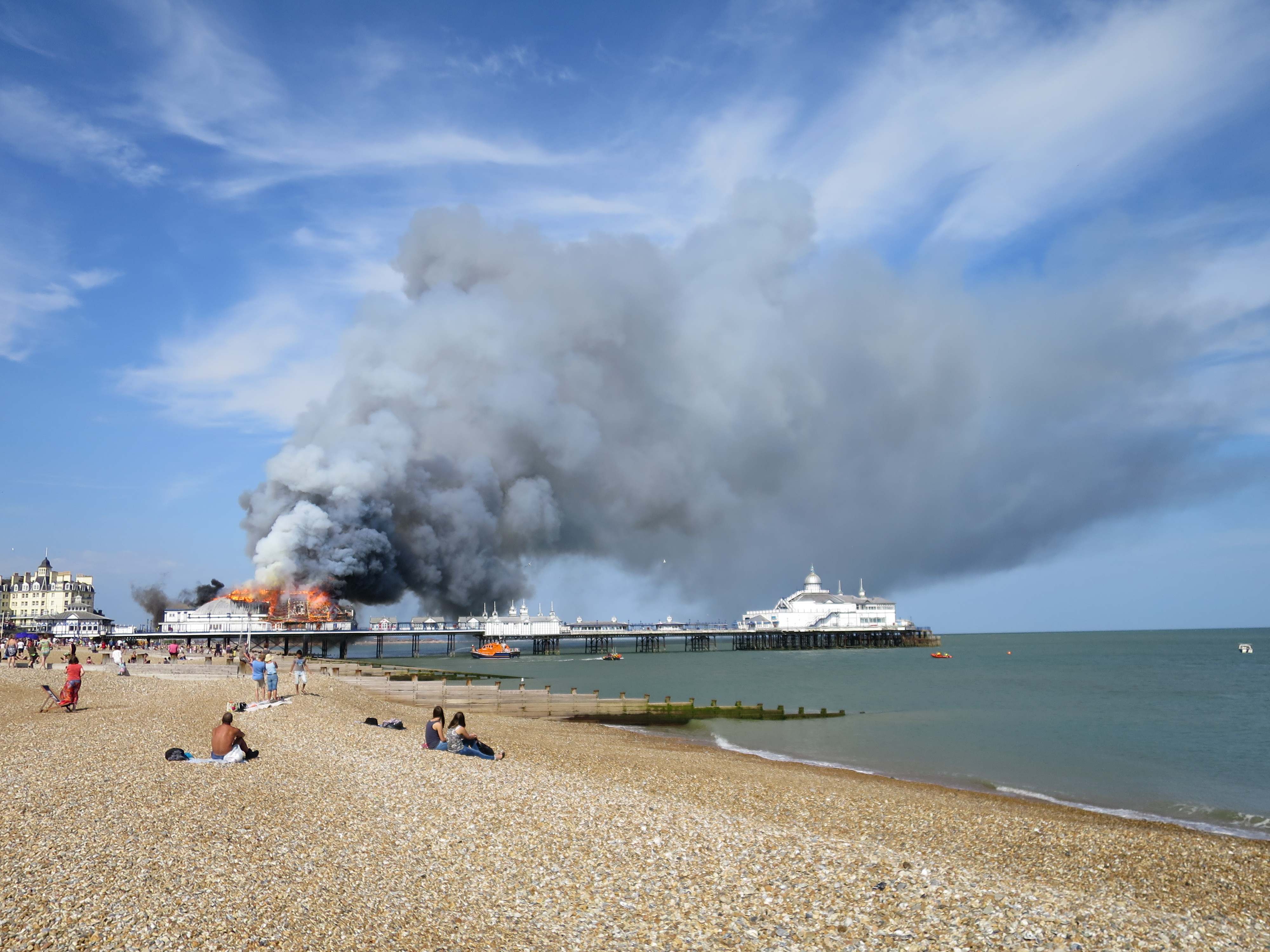
Eastbourne Pier en flammes.
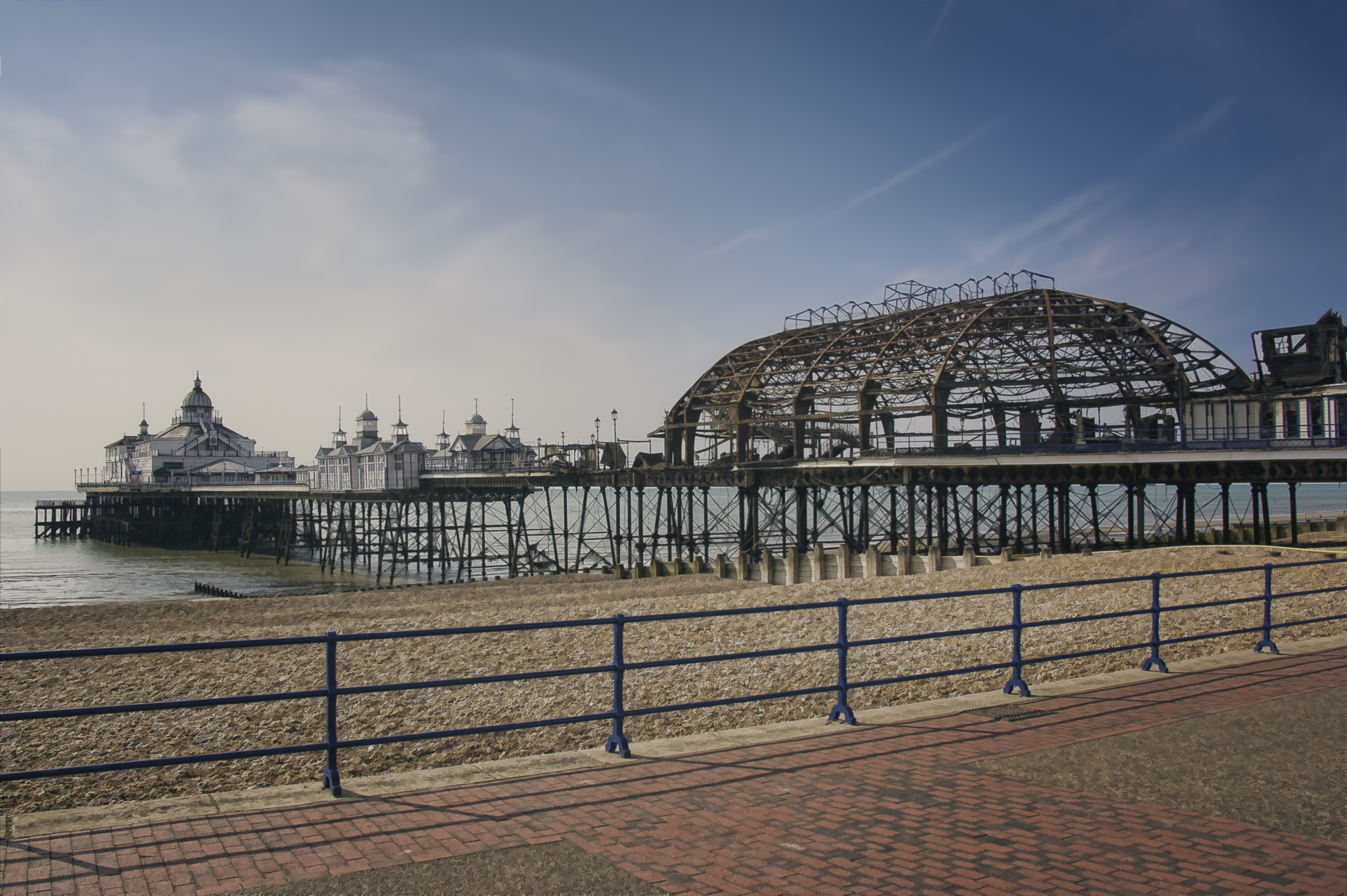
Eastbourne Pier en partie en ruines.